# 王子朝
王子朝（？—前505年），姬姓，名朝，是東周春秋時期周景王的庶長子，為周景王所寵愛。

## 生平
前527年六月乙丑日，太子壽卒。秋八月戊寅日，穆崩。景王立王子猛爲太子，但其實寵愛王子朝，於是欲改立王子朝。當時可分為兩派，大夫賓起（又稱賓孟）、召莊公召奐、尹文公等支持王子朝。單穆公單旗、劉文公劉狄等支持王子猛。前520年四月，周景王大會公卿，前去郊外打獵，其實是想發動兵變，殺死王子猛的黨羽，改立王子朝為太子。然而未即出行就病重了，死前囑咐賓起擁立王子朝。然而國人卻發動政變，殺死賓起，擁立王子猛即位，是為周悼王。
隨後王子朝在六月率百工和靈王、景王的族人起兵，與悼王爭奪王位。此舉亦得到了毛伯得、尹文公、召莊公的支持。王子朝擊敗了悼王。悼王出奔，並向晉國告急。十月，晉國派大夫籍談、荀躒率軍保護悼王回到王城。
十一月十二日，王子朝遂殺悼王，晉國攻之，立周景王的另一個兒子王子丐，是為周敬王。在晉國的幫助下，敬王把王子朝趕到了王京洛邑（今河南洛陽西南）。隨後晉軍便撤軍回國了。沒有了晉兵的攪局，王子朝再度擊敗敬王，佔領了王城，也自稱周天子。敬王退往王城東面的狄泉，人稱「東王」；王子朝則被稱作「西王」。雙方混戰了三年之久。
前516年，晉國卿士趙鞅大合諸侯，前往支持周敬王。隨後在趙鞅和荀躒率晉軍入周，佔領王城。王子朝兵敗，召簡公盈知王子朝無德而逐之，迎敬王，結盟與單武公、劉文公，王子朝與召氏之族、毛伯得、南宮嚚（南宮極之子）、尹氏固带着周朝的大量典籍，出奔楚國避難。尹氏固回洛邑時，有個婦女在郊外遇到了尹氏固，大罵他，說：“你在國內就唆使別人惹事生非，逃出去沒幾天就又跑回來，你這人啊，難道還能活個三年麼？”
前513年三月己卯日，敬王殺召簡公、尹氏固、及原伯魯之子于京師。
前505年春，吳國大克楚國時，周敬王使成周人殺王子朝於楚國國都郢。

## 後代研究
据石井宏明，东周王子乱当中，王子朝之乱是最后的，而且规模最大的一个，其中“东周王朝军事力量受到了致命的损失”（《东周王朝研究》。北京：中央民族出版社，1999，70页）。

## 墓葬
2019年開始，對於河南省南陽市臥龍區石橋鎮龍窩村夏莊東的大型墓葬不見塚考古發掘，發現了天子駕六的陪葬車馬坑，以及大量青銅器殘片，「中國先秦史學會王子朝奔楚暨南陽先秦文化研究會」會長白振國等學者，認為有可能是王子朝墳墓。